# Prix des droits de l'homme de l'Assemblée parlementaire du Conseil de l'Europe
Le prix des droits de l'homme de l'Assemblée parlementaire du Conseil de l'Europe (APCE), jadis appelé prix européen des droits de l'homme jusqu'à l'adoption de la recommandation 1462 (2000) par la Commission permanente le 17 mai 2000, est décerné par l'Assemblée parlementaire du Conseil de l'Europe en reconnaissance de contributions exceptionnelles aux droits de l'homme consacrés par la Convention européenne des droits de l'homme.

## Historique
Le Prix européen des droits de l'homme est institué en 1980 lorsque le Comité des Ministres adopte la résolution (80) 1 portant règlement relatif à ce prix. Il s'agissait d'un prix honorifique constitué d'une médaille et d'un parchemin rendant hommage à la contribution du lauréat. Il était décerné en principe tous les trois ans pour « récompenser une activité individuelle ou collective de caractère exceptionnel ayant servi la cause des droits de l'homme ».
Le 17 mai 2000, la Commission permanente, agissant au nom de l'Assemblée parlementaire du Conseil de l'Europe, adopte la recommandation 1462, où elle recommande au Comité des Ministres : i. de rebaptiser le prix « Prix des droits de l'homme du Conseil de l'Europe » pour qu'on sache qui l'attribue ; ii. de décerner le prix à un seul lauréat, personne physique vivante ou organisation non gouvernementale européenne ; iii. de prévoir que les candidatures soient proposées par au moins cinq personnes physiques ou morales autres que le candidat ; iv. de demander que la candidature précise en quoi la contribution du candidat aux droits de l'homme est exceptionnelle ; v. d'assortir le prix d'une somme de 20 000 euros. Elle recommande en outre de décerner le prix en 2002 plutôt qu'en 2001. Lors de leur 765e réunion, le 19 septembre 2001, les Délégués des Ministres chargent le Secrétaire Général de préparer un projet de résolution relatif au Prix des droits de l'homme du Conseil de l'Europe et adoptent une réponse à la recommandation 1462 de l’Assemblée parlementaire. Le 3 octobre 2005, M. Jerzy Jaskiernia demande au Président du Comité des Ministres quelles dispositions sont prises pour réformer et relancer le Prix des droits de l'homme du Conseil de l'Europe conformément à la recommandation 1462 et à la décision adoptée par le Comité en 2001.
Le prix des droits de l'homme de l'Assemblée parlementaire du Conseil de l'Europe est décerné pour la première fois en 2009. C'est désormais un prix biennal de 10 000 euros (somme pouvant faire l'objet d'un réajustement périodique par le Bureau), assorti d'une plaque et d'un « diplôme mettant en exergue la contribution exceptionnelle du lauréat à la cause des droits de l'homme ». « Toute personne appartenant à la société civile ou une organisation non gouvernementale active dans le domaine des droits de l'homme en Europe » peut se le voir décerner. Les règles proposées dans la recommandation 1462 au sujet des candidatures ont été adoptées.

## Lauréats
- 1980 – La Commission internationale des juristes
- 1983 – La Section médicale d'Amnesty International
- 1986 – Christian Broda et Raúl Alfonsín
- 1989 – Lech Wałęsa et la Fédération internationale des droits de l'homme d'Helsinki
- 1992 – Felix Ermacora et Médecins sans frontières
- 1995 – Sergueï Kovalev et Raoul Wallenberg
- 1998 – La Fondation des droits de l'homme de Turquie (HRFT), Chiara Lubich (Mouvement des Focolari, Italie) et le Committee on the Administration of Justice (CAJ), en Irlande du Nord
- 2009 – British Irish Rights Watch
- 2011 – Le Comité contre la torture, ONG russe[6]
- 2013 – Malala Yousafzai